# Mike Mogis

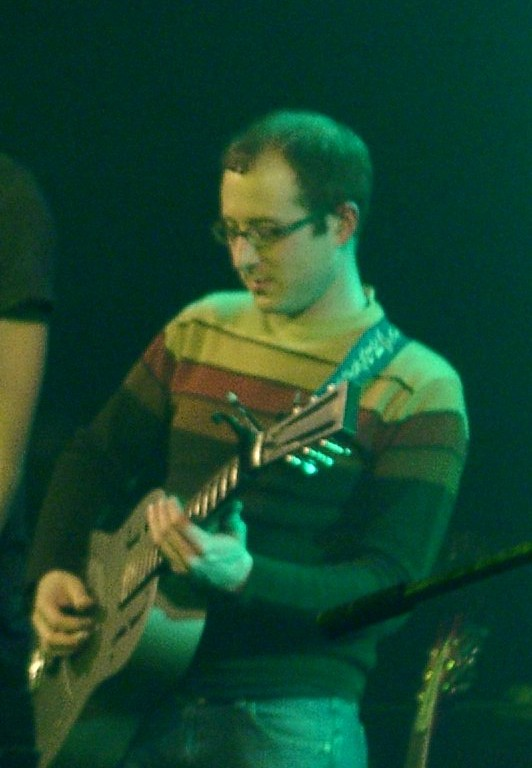
Mike Mogis bei einem Auftritt der Bright Eyes Berlin am 2. März 2005

Mike Mogis ist ein Produzent und Multi-Instrumentalist aus Nebraska, der zusammen mit seinem Bruder A. J. Mogis die Presto! Recording Studios (ehemals Dead Space Recording, davor Whoopass Recording) gegründet hat.

## Leben
Mike Mogis hat viele Veröffentlichungen des Saddle-Creek-Labels entwickelt, produziert und aufgeführt. Er war beteiligt an Aufnahmen von unter anderem Bright Eyes, The Faint, Rilo Kiley, Cursive, The Good Life, Lullaby for the Working Class, Jenny Lewis, Tilly and the Wall, Justin Townes Earle sowie Elizabeth & The Catapult. Darüber hinaus hat er ein Album mit Rachael Yamagata produziert.
Er wurde festes Mitglied der Bright Eyes und er war sowohl bei Lullaby for the Working Class als auch We’d Rather Be Flying Bandmitglied. Sein Hauptinstrument ist die Gitarre, er spielt aber auch Mandoline, Banjo, Pedal-Steel-Gitarre, Glockenspiel und Hackbrett sowie weitere Instrumente. In der jüngeren Vergangenheit arbeitete er zusammen mit dem ehemaligen Mitglied der Test Icicles, Lightspeed Champion (auch bekannt als Devonte Hynes), an dessen Debütalbum Falling Off the Lavender Bridge.
Bei den Filmen Immer noch Liebe! (2008), Love Stories (2012) und Das Schicksal ist ein mieser Verräter (2014) war Mogis an der Komposition der Filmmusik beteiligt.
Er hat eine Tochter Stella, die neben seiner Frau Jessica auf dem Bright Eyes-Album Digital Ash in a Digital Urn zu hören ist.

## Alben
Siehe auch: Bright Eyes/Diskografie

### 1997
- Cursive – Such Blinding Stars for Starving Eyes (1997) – Crank! Records

### 1998
- Bright Eyes – Letting Off the Happiness (1998) – Saddle Creek Records

### 1999
- Bright Eyes – Every Day and Every Night (1999) – Saddle Creek Records

### 2000
- The Gloria Record – A Lull In Traffic (2000) – Crank! Records
- Bright Eyes – Fevers and Mirrors (2000) – Saddle Creek Records
- Cursive – Domestica (2000) – Saddle Creek Records
- Melon Galia – Les embarras du quotidien (2000) – Les disques mange-tout
- Songs: Ohia – Ghost Tropic (2000) – Secretly Canadian

### 2001
- Cursive – Burst and Bloom (2001) – Saddle Creek Records

### 2002
- The Gloria Record – Start Here (2002) – Arena Rock Recording Co.
- Bright Eyes – There Is No Beginning to the Story (2002) – Saddle Creek Records
- Bright Eyes – Lifted or The Story Is in the Soil, Keep Your Ear to the Ground (2002) – Saddle Creek Records
- Cursive – 8 Teeth to Eat You (2002) – Better Looking Records

### 2003
- Azure Ray – Hold On Love (2003) – Saddle Creek Records
- Cursive – The Ugly Organ (2003) – Saddle Creek Records

### 2004
- Azure Ray – New Resolution (2004) – Saddle Creek Records
- Bright Eyes – Lua (Single) (2004) – Saddle Creek Records
- Bright Eyes – Take It Easy (Love Nothing) (2004) – Saddle Creek Records
- Bright Eyes/Neva Dinova – One Jug of Wine, Two Vessels (2004) – Crank! Records
- Broken Spindles – fulfilled/complete (2004) – Saddle Creek Records
- Cursive – The Recluse (2004) – Saddle Creek Records
- The Elected – Me First (2004) – Sub Pop
- The Faint – Wet from Birth (2004) – Saddle Creek Records
- The Faint – I Disappear (2004) – Saddle Creek Records
- The Good Life – Album of the Year (2004) – Saddle Creek Records
- Johnathan Rice – Extended Player 24:26 (2004) – Reprise/WEA
- Rilo Kiley – More Adventurous (2004) – Brute/Beaute Records
- The Saddest Landscape – Lift Your Burdens High for This is Where We Cross (2004)
- Son, Ambulance – Key (2004) – Saddle Creek Records
- Statistics – Leave Your Name (2004) – Jade Tree Records

### 2005
- Bright Eyes – I’m Wide Awake, It’s Morning (2005) · Saddle Creek Records
- Bright Eyes – Digital Ash in a Digital Urn (2005) – Saddle Creek Records
- Bright Eyes – Motion Sickness: Live Recordings (2005) – Team Love Records
- Johnathan Rice – Trouble Is Real (2005) – Reprise/WEA
- Johnathan Rice – Kiss Me Goodbye (2005)
- Son, Ambulance – Key (2005) – Saddle Creek Records
- Maria Taylor – 11:11 (2005) – Saddle Creek Records

### 2006
- The Concretes – The Concretes in Colour (2006) – Astralwerks
- Cursive – Happy Hollow (2006) – Saddle Creek Records
- Jenny Lewis with the Watson Twins – Rabbit Fur Coat (2006) – Team Love Records
- Men, Women & Children – Men, Women & Children (2006) – Reprise/WEA
- M. Ward – Post-War (2006) – Merge Records

### 2007
- Bright Eyes – Four Winds (2007) – Saddle Creek
- Bright Eyes – Cassadaga (2007) – Saddle Creek

### 2008
- Lightspeed Champion – Falling Off the Lavender Bridge (2008) – Domino Records
- She and Him – Volume One (2008) – Merge Records
- Tilly and the Wall – O (2008) – Team Love Records

### 2009
- Alessi's Ark – Notes from the Treehouse (2009) – EMI Records
- M. Ward – Hold Time (2009) – Merge Records
- Monsters of Folk – Monsters of Folk (2009) – Shangri-La Records
- Sea Wolf – White Water, White Bloom (2009) – Dangerbird Records
- Julian Casablancas – Phrazes for the Young (2009) – Cult Records via RCA